# Żeglarstwo na Letnich Igrzyskach Olimpijskich 1900 – 10–20 t
Wyścig w klasie 10–20 t był jednym z wyścigów żeglarskich rozgrywanych podczas II Letnich Igrzysk Olimpijskich w Paryżu. Zawody odbyły się w dniach 1–6 sierpnia 1900 r. 
W zawodach wzięło udział siedem jachtów z dwóch krajów. Niestety nie są znane pełne składy ekip.

## Wyniki
| Pozycja | Państwo – sternik         | Załoga                | Jacht      | Handicap | Wyścig I | Wyścig I | Wyścig I | Wyścig II | Wyścig II | Wyścig II | Wyścig III | Wyścig III | Wyścig III | Suma punktów | Nagroda (FF) |
| Pozycja | Państwo – sternik         | Załoga                | Jacht      | Handicap | Czas     | Korekta  | Punkty   | Czas      | Korekta   | Punkty    | Czas       | Korekta    | Punkty     | Suma punktów | Nagroda (FF) |
| ------- | ------------------------- | --------------------- | ---------- | -------- | -------- | -------- | -------- | --------- | --------- | --------- | ---------- | ---------- | ---------- | ------------ | ------------ |
|         | Emile Billiard et Perquer | Édouard de Rothschild | Estérel    | 58:44    | 3:18:28  | 4:17:12  | 10       | 2:44:37   | 3:43:21   | 9         | 2:23:52    | 3:22:36    | 10         | 29           | 8000         |
|         | Jean Decazes              | b.d                   | Quand-même | 59:29    | 3:19:17  | 4:18:46  | 9        | 2:46:42   | 3:46:11   | 8         | 2:28:40    | 3:28:09    | 8          | 25           | 2000         |
|         | Edward Hore               | b.d                   | Laurea     | 58:44    | 3:21:34  | 4:20:18  | 8        | 2:43:05   | 3:41:49   | 10        | DNF        | DNF        | 5          | 23           | 1500         |
| 4       | Cronier                   | b.d                   | Rozenn     | 59:29    | PEN      | PEN      | 4        | 2:47:58   | 3:47:27   | 7         | 2:27:30    | 3:26:59    | 9          | 20           | 1200         |
| 5       | S. M. Mellor              | b.d                   | Nan        | 55:14    | 3:30:34  | 4:25:48  | 6        | 2:58:53   | 3:53:17   | 6         | 2:40:48    | 3:36:02    | 7          | 19           | 1000         |
| 6       | b.d                       | b.d                   | Luna       | 57:56    | 3:23:41  | 4:21:37  | 7        | 3:04:47   | 4:02:43   | 5         | 2:38:15    | 3:36:12    | 6          | 18           |              |

PEN = kara, DNF = nie ukończył